# Zalesie-Kolonia (województwo łódzkie)
Zalesie-Kolonia – kolonia w Polsce położona w województwie łódzkim, w powiecie bełchatowskim, w gminie Zelów.
W latach 1975–1998 miejscowość administracyjnie należała do województwa piotrkowskiego.